# ハイ・ローズ
ハイ・ローズ（The Hi-Lo's）は、アメリカ合衆国のコーラス・グループ。ジーン・ピュアリングをリーダーに結成された男声四重唱で、1953年に初レコーディング。その後、スターライト、コロムビア、リプリーズなどのレーベルで活動。シングル・ヒットはないが、1950年代を通じてLPやテレビ・ショーで人気があった。
フォー・フレッシュメンとともにジャズ・コーラスに新しいスタイルをもたらした存在とされ、後の世代に大きな影響を与えた。彼らのボーカル・ハーモニーはザ・ビーチ・ボーイズやママス&パパスなどへも影響を与えた。

## メンバー
- ジーン・ピュアリング（Gene Puerling） - バス/バリトン、アレンジ、リーダー
- ボブ・ストラッセン（Bob Strasen） - バリトン ※結成～1959年
- ドン・シェルトン（Don Shelton） - バリトン ※1959年～解散
- ボブ・モース（Bob Morse） - バリトン
- クラーク・バロウズ（Clark Burroughs） - テナー

## ディスコグラフィ

### アルバム
- Listen! (1954年、Starlite)
- 『ハイ・ローズ・アイ・プリジューム』 - I Presume (1955年、Starlite)
- On Hand (1956年、Starlite)
- Under Glass (1956年、Starlite)
- The Hi-Lo's and the Jerry Fielding Orchestra (1956年、Kapp)
- Ring Around Rosie with Rosemary Clooney (1957年、Columbia)
- Suddenly It's the Hi-Lo's (1957年、Columbia)
- Now Hear This (1957年、Columbia)
- Love Nest (1958年、Columbia)
- And All That Jazz (1958年、Columbia) ※本作は1998年にグラミーの殿堂入りを果たしている
- Reflections in Rhythm with the Hi-Lo's! (1958年、Tiara Spotlight)
- The Hi-Lo's in Stereo (1959年、Omega Disk)
- All Over the Place (1960年、Columbia)
- Broadway Playbill (1960年、Columbia)
- This Time It's Love (1961年、Philips)
- Happen to Folk Songs with Billy May (1962年、Reprise)
- 『ハプン・トゥ・ボサ・ノヴァ』 - The Hi-Lo's Happen to Bossa Nova (1963年、Reprise)
- 『バック・アゲイン』 - Back Again (1979年、MPS)
- 『ハイ・ローズ・ナウ』 - Now (1981年、Pausa)
- Cherries and Other Delights (1993年、Hindsight)
- Together Wherever We Go (1994年、Sony)